# Ока-хан

Мон роду Накаґава

Ока-хан (яп. 岡藩, おかはん) — хан в Японії, у провінції Бунґо, регіоні Кюсю.

## Короткі відомості
- Адміністративний центр: замок Ока містечка (сучасне місто Такета префектури Ойта).

- Інші назви: Такета-хан (竹田藩)

- Дохід: 70 000 коку.

- Управлявся родом Накаґава, що належав до тодзама і мав статус володаря замку (城主). Голови роду мали право бути присутніми у вербовій залі сьоґуна.

- Ліквідований в 1871.

## Правителі
| №  | Ім'я              | Ім'я     | Роки      | Ранг, титул       | Примітки                        |
| -- | ----------------- | -------- | --------- | ----------------- | ------------------------------- |
| 1  | Накаґава Наріхіде | 中川秀成 | 1594-1612 | 従五位下 修理大夫 | Син Накаґави Кійохіде           |
| 2  | Накаґава Хісаморі | 中川久盛 | 1612-1651 | 従五位下 内膳正   | Старший син Накаґави Наріхіде   |
| 3  | Накаґава Хісакійо | 中川久清 | 1651-1666 | 従五位下 山城守   | Старший син Накаґави Хісаморі   |
| 4  | Накаґава Хісацуне | 中川久恒 | 1666-1695 | 従五位下 佐渡守   | Старший син Накаґави Хісакійо   |
| 5  | Накаґава Хісаміті | 中川久通 | 1695-1710 | 従五位下 因幡守   | Старший син Накаґави Хісацуне   |
| 6  | Накаґава Хісатада | 中川久忠 | 1710-1742 | 従五位下 内膳正   | Третій син Накаґави Хісаміті    |
| 7  | Накаґава Хісайосі | 中川久慶 | 1742-1743 | 従五位下 山城守   | Шістнадцятий син Асано Цунанаґи |
| 8  | Накаґава Хісасада | 中川久貞 | 1743-1790 | 従五位下 修理大夫 | Другий син Мацудайри Нобутокі   |
| 9  | Накаґава Хісамоті | 中川久持 | 1790-1798 | 従五位下 修理大夫 | Другий син Накаґави Хісанорі    |
| 10 | Накаґава Хісатака | 中川久貴 | 1798-1815 | 従五位下 修理大夫 | П'ятий син Мацудайри Ясуміцу    |
| 11 | Накаґава Хісанорі | 中川久教 | 1815-1840 | 従五位下 修理大夫 | Четвертий син Ії Наонаки        |
| 12 | Накаґава Хісаакі  | 中川久昭 | 1840-1869 | 従五位下 修理大夫 | Другий син Тодо Такасави        |
| 13 | Накаґава Хісанарі | 中川久成 | 1869-1871 | 従五位下 内膳正   | Старший син Накаґави Хісаакі    |